# Birkhoff-Integral
Das Birkhoff-Integral ist ein Integralbegriff, der 1935 von Garrett Birkhoff zur Integration von banachraumwertige Funktionen eingeführt wurde. Während das Bochner-Integral die direkte Verallgemeinerung des Lebesgueschen Integralbegriffs auf banachraumwertige Funktionen ist, stellt das Birkhoff-Integral in zweifacher Hinsicht eine Verallgemeinerung des Riemann-Integrals dar. Zum einen werden nun Funktionen betrachtet, welche über einem beliebigen {\displaystyle \textstyle \sigma }-endlichen Maßraum definiert sind. Des Weiteren werden nicht nur endliche Summen (die sog. Riemann-Summen) betrachtet, sondern unbedingt konvergente Reihen.
Während jede Riemann-integrierbare Funktion auf dem {\displaystyle \mathbb {R} ^{n}} Lebesgue-integrierbar ist, gilt andererseits, dass jede Bochner-integrierbare Funktion auf einem {\displaystyle \textstyle \sigma }-endlichen Maßraum Birkhoff-integrierbar sein muss.

## Definition
Es seien {\displaystyle \textstyle (\Omega ,{\mathcal {A}},\mu )} ein {\displaystyle \textstyle \sigma }-endlicher Maßraum und {\displaystyle \textstyle (B,\|\cdot \|)} ein Banachraum und {\displaystyle \textstyle f\colon \Omega \to B} eine Funktion.
Als Vorbereitung auf die eigentliche Definition werden hier zunächst drei grundlegende Abkürzungen eingeführt:
- Für eine Menge {\displaystyle \textstyle \emptyset \neq M\subseteq B} wird der Durchmesser definiert durch {\displaystyle \textstyle \mathrm {diam} (M):=\sup _{x,y\in M}\|x-y\|}.
- Für eine Menge {\displaystyle \textstyle \emptyset \neq M\subseteq B} bezeichnet {\displaystyle \textstyle \mathrm {konv} (M)} die konvexe Hülle von {\displaystyle \textstyle M}.

- Eine Teilmenge {\displaystyle \textstyle \Gamma } der {\displaystyle \textstyle \sigma }-Algebra {\displaystyle \textstyle {\mathcal {A}}} heißt abzählbare {\displaystyle \textstyle \mu }-Partition von {\displaystyle \textstyle \Omega }, wenn 
  - {\displaystyle \textstyle \Gamma } eine abzählbare Partition von {\displaystyle \textstyle \Omega } ist und
  - jede Menge in {\displaystyle \textstyle \Gamma } endliches Maß hat, also gilt {\displaystyle \textstyle \forall M\in \Gamma :\mu (M)<\infty }.

Mit Hilfe dieser Begrifflichkeiten kann nun das Birkhoff-Integral sozusagen als Verallgemeinerung des Riemann-Integrals definiert werden. Zuerst wird der Begriff der Riemann-Summen über einer Partition des Definitionsbereichs verallgemeinert:
{\displaystyle \textstyle f} heißt unbedingt summierbar unter der abzählbaren {\displaystyle \textstyle \mu }-Partition {\displaystyle \textstyle \Gamma } von {\displaystyle \textstyle \Omega }, wenn gilt: {\displaystyle \textstyle \forall (b_{M})_{M\in \Gamma }\in \prod _{M\in \Gamma }f(M)\colon \sum _{M\in \Gamma }\mu (M)b_{M}} ist unbedingt konvergent.
Jede formal mögliche abzählbare Riemann-Summe über der {\displaystyle \textstyle \mu }-Partition muss also unbedingt konvergent sein.
In der nächsten Definition werden dann alle Riemann-Summen-Werte dieser {\displaystyle \textstyle \mu }-Partition gesammelt:
{\displaystyle \sum _{M\in \Gamma }\mu (M)f(M):={\bigg \{}\sum _{M\in \Gamma }\mu (M)b_{M}\,{\Big |}\,\forall \,M\in \Gamma :b_{M}\in f(M){\bigg \}}}.
Man nennt {\displaystyle \textstyle f} (unbedingt) Birkhoff-integrierbar, wenn es eine Folge {\displaystyle \textstyle (\Gamma _{i})_{i\in \mathbb {N} }} von abzählbaren {\displaystyle \textstyle \mu }-Partitionen gibt mit {\displaystyle \textstyle \forall \,i\in \mathbb {N} :f} ist unbedingt summierbar unter {\displaystyle \textstyle \Gamma _{i}} und zudem noch gilt 
{\displaystyle \displaystyle \lim _{i\to \infty }\mathrm {diam} {\bigg (}{\overline {\mathrm {konv} {\Big (}\sum _{M\in \Gamma _{i}}\mu (M)f(M){\Big )}}}{\bigg )}=0}.
Die Durchmesser der zur Partitionsfolge gehörigen Mengen der Riemann-Summen-Werte (zuvor konvex- und dann topologisch abgeschlossen) müssen also gegen Null konvergieren. Dann gibt es nämlich genau ein Element {\displaystyle \textstyle b} im Durchschnitt
{\displaystyle \bigcap _{i=1}^{\infty }{\overline {{\rm {konv}}{\Big (}\sum _{M\in \Gamma _{i}}\mu (M)f(M){\Big )}}}}.
Dieses ist zudem unabhängig von der konkreten Wahl der Folge {\displaystyle \textstyle (\Gamma _{i})_{i\in \mathbb {N} }} und als das (unbedingte) Birkhoff-Integral definiert man
{\displaystyle \int _{\Omega }f\,{\rm {d}}\mu :=b}.

## Vergleich mit anderen Integralbegriffen
- Jede auf einem {\displaystyle \textstyle \sigma }-endlichen Maßraum definierte Bochner-integrierbare Funktion ist auch Birkhoff-integrierbar und die entsprechenden Integralwerte stimmen dann überein. Es gibt jedoch Birkhoff-integrierbare Funktionen, die nicht Bochner-integrierbar sind.
- Wird die Definition des Riemann-Integrals direkt mittels Riemann-Summen auf banachraumwertige Funktionen verallgemeinert, so ist im Allgemeinen nicht mehr jede Riemann-integrierbare Funktion auch Bochner-integrierbar, aber dafür Birkhoff-integrierbar.
- Ein Beispiel für eine nicht Bochner-integrierbare aber Birkhoff-integrierbare (sogar Riemann-integrierbare) Funktion ist:

Sei {\displaystyle \textstyle \;\ell ^{2}\left([0,1]\right):=\left\{(x_{i})_{i\in [0,1]}\in \mathbb {R} ^{[0,1]}\;{\Big |}\;\sum _{i\in [0,1]}x_{i}^{2}<\infty \right\}\,}  versehen mit der Norm {\displaystyle \textstyle \|(x_{i})_{i\in [0,1]}\|:={\sqrt {\left(\sum _{i\in [0,1]}x_{i}^{2}\right)}}}, siehe allgemeiner {\displaystyle \textstyle \ell ^{p}}-Raum und {\displaystyle \textstyle f\colon [0,1]\to \ell ^{2}\left([0,1]\right);\,x\mapsto \chi _{\{x\}}}, wobei das Bild von {\displaystyle \textstyle x} unter {\displaystyle \textstyle f} gerade die Charakteristische Funktion von {\displaystyle \textstyle x} ist.
{\displaystyle \textstyle f} ist nicht Bochner-integrierbar, denn sonst wäre {\displaystyle \textstyle f} auch {\displaystyle \textstyle \mu }-messbar. Mit Hilfe des Messbarkeitssatz von Pettis folgt aber, dass {\displaystyle \textstyle f} nicht {\displaystyle \textstyle \mu }-messbar ist, denn {\displaystyle \textstyle f\left([0,1]\right)} ist nicht {\displaystyle \textstyle \mu }-fast überall separabel. Das Riemann-Integral und damit auch das Birkhoff-Integral von {\displaystyle \textstyle f} ist {\displaystyle \textstyle {\mathfrak {0}}\colon [0,1]\to \mathbb {R} ;\,x\mapsto 0}.
- Jede Birkhoff-integrierbare Funktion ist Pettis-integrierbar.

## Eigenschaften
- Das Birkhoff-Integral ist linear. Für zwei Birkhoff-integrierbare Funktionen {\displaystyle \textstyle f,g\colon \Omega \to B} und {\displaystyle \alpha ,\beta \in \mathbb {K} } ist auch {\displaystyle \alpha f+\beta g} Birkhoff-integrierbar und es gilt:

{\displaystyle \int _{\Omega }\alpha f+\beta g\,{\rm {d}}\mu =\alpha \int _{\Omega }f\,{\rm {d}}\mu +\beta \int _{\Omega }g\,{\rm {d}}\mu }.
- Für die Birkhoff-Integrierbarkeit von {\displaystyle \textstyle f\colon \Omega \to B} gibt es eine relativ neue äquivalente Charakterisierung, siehe M. Potyrala:

{\displaystyle f} ist genau dann Birkhoff-integrierbar mit {\displaystyle \textstyle x=\int _{\Omega }f\,{\rm {d}}\mu } wenn gilt
{\displaystyle \forall \,\varepsilon >0\,\exists \,} eine abzählbare {\displaystyle \textstyle \mu }-Partition {\displaystyle \textstyle \Gamma :f} ist unbedingt summierbar unter {\displaystyle \textstyle \Gamma } und {\displaystyle \textstyle \;\;\sup {\Big \{}\,\|y-x\|\,{\Big |}\,y\in \sum _{M\in \Gamma }\mu (M)f(M)\,{\Big \}}<\varepsilon }.
- Es sei {\displaystyle \textstyle D} ein weiterer Banachraum, {\displaystyle f\colon \Omega \to B} Birkhoff-integrierbar und {\displaystyle \textstyle T\in L(B,D)} ein stetiger linearer Operator. Dann ist die Verkettung {\displaystyle \textstyle T\circ f\colon \Omega \to D} eine Birkhoff-integrierbare Funktion und es gilt:

{\displaystyle T\left(\int _{\Omega }f\mathrm {d} \mu \right)=\int _{\Omega }T\circ f\mathrm {d} \mu }.